# Trabzonspor Kulübü 2007-2008
Questa pagina raccoglie i dati riguardanti il Trabzonspor nelle competizioni ufficiali della stagione Trabzonspor 2007-2008.

## Stagione
Il Trabzonspor arriva sesto in campionato.
In Coppa di Turchia arriva alla fase a gironi.

## Maglie e sponsor
- AVEA

## Rosa
| N. |                    | Ruolo | Calciatore                   |
| -- | ------------------ | ----- | ---------------------------- |
| 1  | Brasile (bandiera) | P     | Jefferson de Oliveira Galvão |
| 29 | Turchia (bandiera) | P     | Tolga Zengin                 |
| 35 | Turchia (bandiera) | P     | Onur Kıvrak                  |
| 77 | Turchia (bandiera) | P     | Ahmet Şahin                  |
| 3  | Turchia (bandiera) | D     | Ufukhan Bayraktar            |
| 2  | Svezia (bandiera)  | D     | Fredrik Risp                 |
| 4  | Turchia (bandiera) | D     | Çağdaş Atan                  |
| 15 | Guinea (bandiera)  | D     | Daouda Jabi                  |
| 18 | Turchia (bandiera) | D     | Tayfun Cora                  |
| 32 | Turchia (bandiera) | D     | Mustafa Keçeli               |
| 38 | Turchia (bandiera) | D     | Erdinç Yavuz                 |
| 28 | Turchia (bandiera) | D     | Tolga Seyhan                 |
| 85 | Turchia (bandiera) | D     | Ferhat Çökmüş                |
| 99 | Turchia (bandiera) | D     | Celaleddin Koçak             |
| 5  | Turchia (bandiera) | C     | Hüseyin Çimşir               |

| N. |                    | Ruolo | Calciatore         |
| -- | ------------------ | ----- | ------------------ |
| 6  | Turchia (bandiera) | C     | Hasan Üçüncü       |
| 12 | Egitto (bandiera)  | C     | Ayman Abdelaziz    |
| 13 | Turchia (bandiera) | C     | Adnan Güngör       |
| 16 | Turchia (bandiera) | C     | Musa Büyük         |
| 20 | Turchia (bandiera) | C     | Ceyhun Eriş        |
| 30 | Turchia (bandiera) | C     | Serkan Balcı       |
| 61 | Turchia (bandiera) | C     | Gökdeniz Karadeniz |
| 19 | Turchia (bandiera) | C     | Kadir Keleş        |
| 17 | Turchia (bandiera) | C     | Ufuk Bayraktar     |
| 70 | Turchia (bandiera) | C     | Yusuf Kurtuluş     |
| 7  | Turchia (bandiera) | C     | Barış Memiş        |
| 11 | Guinea (bandiera)  | A     | Ibrahim Yattara    |
| 10 | Turchia (bandiera) | A     | Umut Bulut         |
| 9  | Turchia (bandiera) | A     | Ergin Keleş        |
| 8  | Turchia (bandiera) | A     | Ömer Rıza          |
| 21 | Turchia (bandiera) | A     | Cem Demir          |

## Statistiche

### Statistiche di squadra
| Competizione    | Punti | In casa | In casa | In casa | In casa | In casa | In casa | In trasferta | In trasferta | In trasferta | In trasferta | In trasferta | In trasferta | Totale | Totale | Totale | Totale | Totale | Totale | DR |
| Competizione    | Punti | G       | V       | N       | P       | Gf      | Gs      | G            | V            | N            | P            | Gf           | Gs           | G      | V      | N      | P      | Gf     | Gs     | DR |
| --------------- | ----- | ------- | ------- | ------- | ------- | ------- | ------- | ------------ | ------------ | ------------ | ------------ | ------------ | ------------ | ------ | ------ | ------ | ------ | ------ | ------ | -- |
| Süper Lig       | 49    | 17      | 10      | 3       | 4       | 28      | 19      | 17           | 4            | 4            | 9            | 17           | 20           | 34     | 14     | 7      | 13     | 45     | 39     | +6 |
| Türkiye Kupası  |       | 2       | 2       | 0       | 0       | 8       | 2       | 2            | 0            | 0            | 2            | 0            | 4            | 4      | 2      | 0      | 2      | 8      | 6      | +2 |
| Coppa Intertoto |       | 2       | 1       | 0       | 1       | 7       | 2       | 2            | 1            | 0            | 1            | 5            | 2            | 4      | 2      | 0      | 2      | 12     | 4      | +8 |